# Мокричник щетинястий
Мокричник щетинястий (Minuartia setacea) — вид рослин з родини гвоздикових (Caryophyllaceae); зростає у Європі. Етимологія: лат. seta — «щетина», aceus — прикметниковий суфікс до іменників.

## Опис
Багаторічна трав'яниста, квітконосні стебла завдовжки 10–15 см, випростані або висхідні. Квітки в розріджених кінцевих виделках, чашолистки коротші за віночок, з половини сухо-зелені, із зеленою середньою смугою. Плід — коробочка. 

## Поширення
Поширений у Європі від Франції до півдня європейської Росії.